# Les 1001 livres à lire avant de mourir

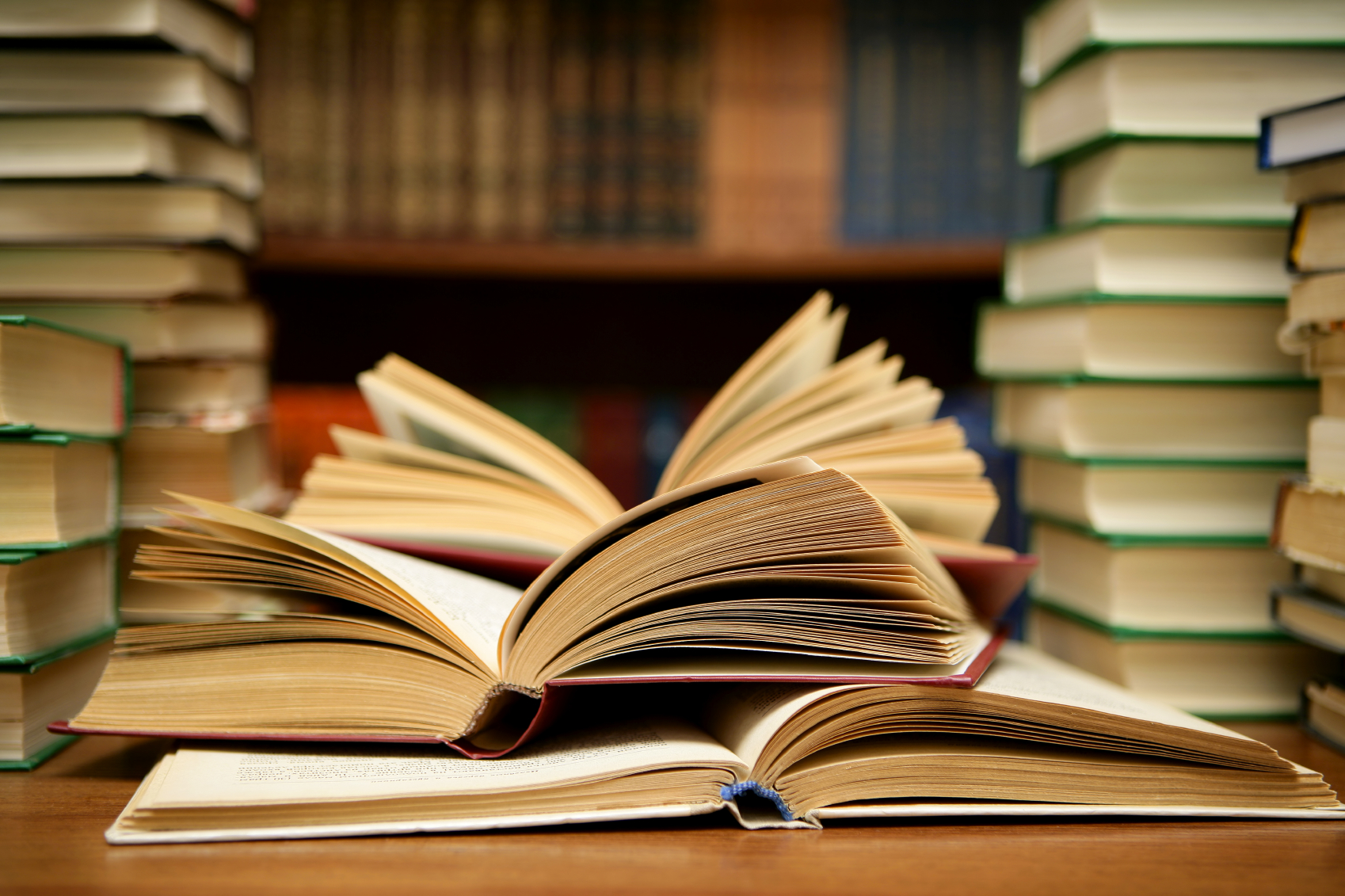
Plusieurs livres qui pourraient représenter les 1001 histoires

Les 1001 livres qu'il faut avoir lus dans sa vie (1001 Books You Must Read Before You Die) est un ouvrage publié en France en 2007 par Flammarion, qui présente 1001 romans, contes et nouvelles (résumé, accueil critique, illustration). Dirigé par Peter Boxall, professeur universitaire d'anglais à l'université du Sussex, et préfacé par l'auteur à succès Peter Ackroyd, en collaboration avec divers critiques. C'est l'écrivain Jean d'Ormesson de l'Académie française qui fut chargé de l'édition française du livre et de sa préface.  
Son contenu est régulièrement modifié au fil des rééditions, particulièrement en 2008 (282 modifications) et 2014 (279), certains critiquant la littérature et les auteurs anglo-saxons trop présents et mis en valeur. D'autres reprochent également l'absence de certains genres littéraires comme la poésie ou le théâtre.

## Description
Cet ouvrage a pour objectif de présenter, conseiller, et diriger les lecteurs vers certaines œuvres littéraires jugées comme « nécessaires » à lire et à découvrir. Bien que le choix des œuvres sélectionnés puisse être subjectif, Peter Boxall (en), ainsi que les critiques ayant participé à la conception du livre, ont tenté de rassembler un ensemble large d'ouvrages aux origines assez variées. Toutes les œuvres ne sont pas traduites en français (une quarantaine), une traduction en anglais avec le titre indiqué de l’œuvre est donc proposée aux lecteurs. Chacun des livres est présenté avec son titre, le nom de l'auteur (si l'auteur est inconnu l’œuvre sera marquée comme « anonyme »), et la date de publication si celle-ci est connue. Le livre est accompagné de photo d'auteurs et d'images tirées ou non des œuvres. Les œuvres sont listées, à quelques exceptions près, par ordre chronologique.